# Kim Kolwiek: Szatański plan
Kim Kolwiek: Szatański Plan (ang. Kim Possible: So the Drama) – film animowany produkcji amerykańskiej z 2005 roku w reżyserii Steve’a Lotera.

## Fabuła
Kim Kolwiek czuje się samotna – nie ma z kim iść na bal. Wtedy poznaje Erica i zakochuje się. Jednak jej ukochany nie jest tym za kogo go uważa, świat znowu jej potrzebuje i może stracić prawdziwą miłość, która jest tuż obok. Drakken wpada na pomysł wprowadzenia w Bueno Nacho diabłów-robotów. Zagrażają one wszystkim.

## Obsada
- Christy Carlson Romano – Kim Kolwiek
- Will Friedle – Ross Rabiaka
- Nancy Cartwright – Rufus
- Tahj Mowry – Wade Load
- John DiMaggio – Doktor Drakken (Drew Theodore P. Lipsky)
- Nicole Sullivan – Strzyga
- Ricky Ullman – Eric
- Gary Cole – Doktor James Kolwiek
- Jean Smart – Doktor Annie Kolwiek
- Shaun Fleming – Jim i Tim Kolwiek
- Raven-Symoné – Monique
- Kirsten Storms – Bonnie Rockwaller
- Rider Strong – Brick Flagg
- Diedrich Bader – Lars
- Eddie Deezen – Ned
- Clyde Kusatsu – Nakasumi
- Lauren Tom – Panna Kyoko
- Kevin Michael Richardson – Sumo Ninja / Doktor Gooberman
- Maurice LaMarche – Big Daddy Brotherson
- Tara Strong – Polecenie głosowe doktor Kolwiek
- April Winchell – Reporterka

## Wersja polska
Wersja polska: na zlecenie Disney Character Voices International, Inc. – MASTER FILM

Reżyseria: Cezary Morawski

Dialogi: Jan Wecsile

Dźwięk:
- Renata Gontarz,
- Elżbieta Mikuś

Montaż: Jan Graboś

Kierownictwo produkcji: Romuald Cieślak

Wystąpili:
- Anna Gajewska – Kim Kolwiek
- Marcin Przybylski – Ross Rabiaka
- Andrzej Chudy – Doktor Drakken (Drew Theodore P. Lipsky)
- Monika Kwiatkowska – Strzyga
- Sławomir Pacek – Eric
- Marta Walesiak – Bonnie Rockwaller
- Grzegorz Drojewski – Wade Load
- Cezary Nowak – Doktor James Kolwiek
- Dorota Landowska – Doktor Annie Kolwiek
- Dominika Kluźniak –
  - Jim Kolwiek,
  - Tim Kolwiek
- Jolanta Wilk – Monique
- Anna Apostolakis – Rufus

W pozostałych rolach:
- Zbigniew Konopka – Lars
- Łukasz Lewandowski – Ned
- Marcin Perchuć – Byku
- Janusz Wituch – Stevens
- Cezary Morawski – Pan Nakasumi
- Marek Obertyn – Big Daddy Brotherson
- Krzysztof Kołbasiuk – Naukowiec #1
- Paweł Szczesny – Naukowiec #2
- Zbigniew Suszyński – Naukowiec Drakkena
- Maria Czykwin –
  - Asystentka pana Nakasumi,
  - Komputer

Teksty piosenek: Andrzej Brzeski

Kierownictwo muzyczne: Piotr Gogol

Wykonanie piosenek:
- Katarzyna Łaska
- Anna Sochacka
- Marcin Przybylski
- Andrzej Chudy
- Anna Ozner
- Magdalena Tul
- Adam Krylik

Lektor: Maciej Gudowski

## Produkcja
Pierwotnie tytuł miał brzmieć Day of the Diablos.